# Franz Stanonik
Franz Stanonik (* 4. November 1841 in Bischoflack-Zauchen; † 29. Dezember 1918 in Graz) war ein österreichischer römisch-katholischer Geistlicher, Theologe und Hochschullehrer.

## Leben
Stanonik absolvierte das Gymnasium von Laibach. Ab 1860 begann er ein Studium der Theologie, 1864 erfolgte die Priesterweihe. Er wurde Kaplan in Altlack und 1869 an der Universität Graz zum Dr. theol. promoviert. Noch 1869 erhielt er den Lehrstuhl für Dogmatik an dieser Universität. Zugleich war er Weltpriester im Bistum Seckau.
Stanonik wurde 1886 neben seiner Professur zum fürstbischöflicher Konsistorialrat ernannt und hatte von 1894 bis 1910 die Position als Rat des fürstbischöflich seckauischen Offizialats inne. Im Jahr 1913 ging er in den Ruhestand, nachdem er zunehmend erblindete. Ebenfalls im Jahr 1913 erfolgte die Ernennung zum Päpstlichen Hausprälat und zudem die Auszeichnung mit dem Komturkreuz des Franz-Joseph-Ordens.
Stanonik wurde der Titel eines Hofrats zugeschrieben.

## Werke (Auswahl)
- Zur Reform der theologischen Studien in Oesterreich: mit Rücksicht auf die über diesen Gegenstand bei Gerold in Wien erschienene "Monographie" und auf das "Votum" eines katholischen Theologen in der "Presse", Moser, Graz 1873.
- Dionysins Pelavius. Ein Beitrag zur Gelehrtengeschichte des XVII. Jahrhunderts. Festschrift der k. k. Universität Graz aus Anlass der Jahresfeier am XV. Nov. 1875., Verlag der k.k. Universität, Graz 1876.

Stanonik verfasste zudem zahlreiche Artikel für die Allgemeine Deutsche Biographie.